# Silver Mine Hill
Silver Mine Hill – skocznia narciarska w amerykańskiej miejscowości Eau Claire zbudowana w 1950 roku.
Jej obecny punkt konstrukcyjny jest usytuowany na 85. metrze, zaś HS wynosi 95 metrów. Skocznia została przebudowana w 1969 i 2012 roku. Jej rekordzistami są Piotr Czaadajew, wspólnie z Håkonem Helgesenem, Riku Tähkävuori i Dustym Korkiem, którzy osiągnęli po 95,0 metrów. Na skoczni odbywały się Mistrzostwa Stanów Zjednoczonych w skokach narciarskich w 1908, 1970, 1980, 1983 i 1990 roku.
19 stycznia 2013 roku na skoczni odbyły się Mistrzostwa Ameryki Północnej w Skokach Narciarskich 2013 oraz Mistrzostwa Ameryki Północnej w Kombinacji Norweskiej 2013. W zawodach skoków narciarskich wśród kobiet wygrała Nita Englund przed Karin Friberg, a wśród mężczyzn – Sebastian Klinga przed Jere Kykkänenem i Sondre Skeie.

## Skocznia K85

### Dane skoczni
- Punkt konstrukcyjny: 85 m
- Wielkość skoczni (HS): 95 m
- Nachylenie progu: bd
- Wysokość progu: bd
- Nachylenie zeskoku: bd

### Rekordziści skoczni
Pierwszym rekordzistą skoczni był Bill Bakke, który w 1969 roku uzyskał 76,5 metra. 
| Lp. | Rok        | Zawodnik         | Odległość |
| --- | ---------- | ---------------- | --------- |
| 1.  | 1969       | Bill Bakke       | 76,5 m    |
|     | 1971       | Arne Haugen      | 76,5 m    |
| 3.  | 1971       | Tim Denisson     | 78,5 m    |
| 4.  | 1971       | Greg Swor        | 82,0 m    |
| 5.  | 1979       | Oystein Onsoien  | 82,5 m    |
| 6.  | 1980       | Walter Malmquist | 85,0 m    |
|     | 1980       | Tauno Käyhkö     | 85,0 m    |
| 8.  | 1982       | Walter Malmquist | 86,0 m    |
| 9.  | 1982       | Reed Zuehlke     | 86,5 m    |
| 10. | 1982       | Reed Zuehlke     | 88,5 m    |
| 11. | 1994       | Jack Gasienica   | 89,5 m    |
|     | 1994       | Jason Kardas     | 89,5 m    |
| 13. | 1997       | Kip Kopelke      | 91,0 m    |
| 14. | 1997       | Kip Kopelke      | 92,0 m    |
| 15. | 2001       | Wołodymyr Hływka | 93,0 m    |
| 16. | 2001       | Wołodymyr Hływka | 94,0 m    |
| 17. | 2003       | Kyle Kessler     | 94,5 m    |
| 18. | 30.01.2009 | Piotr Czaadajew  | 95,0 m    |
|     | 22.01.2010 | Håkon Helgesen   | 95,0 m    |
|     | 21.01.2011 | Riku Tähkävuori  | 95,0 m    |
|     | 22.01.2011 | Dusty Korek      | 95,0 m    |

#### Rekord kobiet
| Lp. | Rok        | Zawodnik     | Odległość |
| --- | ---------- | ------------ | --------- |
| 1.  | 18.01.2013 | Nita Englund | 76,0 m    |

## Zawody w skokach narciarskich rozegrane na skoczni Silver Mine Hill

### Mistrzostwa Ameryki Północnej w skokach narciarskich
| Lp. | Data             | Skocznia | Uwagi | 1. miejsce       | 2. miejsce    | 3. miejsce   | Źródło |
| --- | ---------------- | -------- | ----- | ---------------- | ------------- | ------------ | ------ |
| 1.  | 19 stycznia 2013 | K-85     | –     | Nita Englund     | Karin Friberg | –            | [ 2 ]  |
| 2.  | 19 stycznia 2013 | K-85     | –     | Sebastian Klinga | Jere Kykkänen | Sondre Skeie | [ 2 ]  |

### Mistrzostwa Stanów Zjednoczonych w skokach narciarskich
| Lp. | Data | Skocznia | Uwagi | 1. miejsce       | Źródło |
| --- | ---- | -------- | ----- | ---------------- | ------ |
| 1.  | 1908 | K-85     |       | John Evenson     | [ 3 ]  |
| 2.  | 1970 | K-85     |       | Bill Bakke       | [ 3 ]  |
| 3.  | 1980 | K-85     |       | Walter Malmquist | [ 3 ]  |
| 4.  | 1983 | K-85     |       | Mark Konopacke   | [ 3 ]  |
| 5.  | 1990 | K-85     |       | Jim Holland      | [ 3 ]  |